# Selman Kadria
Selman Kadri Hasanaj, även känd som Selman Kadria, född 1906, död 1938, var en kosovoalbansk bonde som sköt ihjäl Milic Krstic, befälhavare för en chetnik-enhet, vilken hade mördat albanska civila i byn Istog. 
Selman Kadria föddes i byn Cerccë i närheten av Istog och levde med sin far Kadri Feriz Hasanaj och mor Fatime Hasanaj från byn Moistir. Född i en fattig familj, försörjde han sig genom att sjunga på bröllop. Efter att det osmanska riket besegrats i första världskriget blev staden Istog en del av Jugoslavien.

## Mordet
Sommaren 1938 tog Milisc Krstic med Selman Kadria på en fisketur vid en sjö i Cerrcë. Krstic var bakfull och orkade inte bära sitt gevär vilket han gav till Kadria. När Kadria fick geväret, laddade han det och sköt i luften. Milic, skrämd av skottet, röt till. Kadria svarade att han skulle testa geväret ifall någon anföll dem. När Krstic gick några meter ropade Kadria "Stopp!". När Krstic insåg vad som var på väg att hända bad han om nåd. Kadria svarade att Krstic mördat många albaner, varpå han sköt Krstic flera gånger och flydde från platsen.

## Flykten
Efter att ha skjutit Krstic försökte Kadria fly över gränsen till Albanien men kachakerna (beväpnade banditer) kunde inte hjälpa honom. Han vände sig till sin kusin Ramë Vuthaj och bad om hjälp. Det visade sig sedan att Vuthaj jobbade som serbisk spion och angav Kadria till myndigheterna. Vuthaj lovade dock att hjälpa Kadria att fly genom att han skulle klä sig som en kvinna och rida genom byn. Kadria upptäckte sedan att något inte stämde och begärde att få kliva av. Vuthaj högg då Kadria med en yxa varpå denne föll sårad till marken. När serberna fick tag i Kadria fördes han till den lokala ortodoxa kyrkobyggnaden där han torterades till döds. Hans kropp påträffades på innergården vid kyrkan. Han begravdes i sin hemby. Selman Kadria räknas som en albansk hjälte och firas genom folkloristiska sånger.